# Osmo Soininvaara
Osmo Heikki Kristian Soininvaara, född 2 september 1951 i Helsingfors, är en finländsk politiker och författare.

## Politisk karriär
Soininvaaras första mandatperiod i riksdagen var 1987–1991, den andra 1995–1999. Sedan satte han i riksdagen 1999–2007. I riksdagsvalet 2007 Soininvaara kandiderade inte sig. Då sade han att politiken hade blivit för ytlig.. 
Soininvaara har suttit i Helsingfors stadsfullmäktige sedan 1985.
I riksdagsvalet 2011 gjorde Soininvaara en comeback till riksdagen då han blev invald med 8285 röster.
Osmo Soininvaara var hälsominister under Paavo Lipponen mellan 14 augusti 2000 och 19 april 2002. Soininvaara har också varit ledare för Gröna förbundet från 2001 till 2005.

## Åsikter
Soininvaara har också skrivit flera böcker om medborgarlön. I Hyvinvointivaltion eloonjäämisoppi, som fick pris som bästa ekonomiska bok 2004, gör han ett detaljerat förslag på medborgarlön där nivån differentieras beroende på hur hushållet ser ut.

## Privatliv
Sedan 1989 har Soininvaara varit gift med Anna-Maria Soininvaara. Paret har tre barn..
Soininvaara har dömts till böter för två gånger: för olaglig fördämning i Koijärvi (40 dagsböter) och ockupation av ämbetshus i Tammerfors (4 dagsböter).